# 14092 Gaily
14092 Gaily eller 1997 MC8 är en asteroid i huvudbältet som upptäcktes den 28 juli 1997 av Spacewatch vid Kitt Peak-observatoriet. Den är uppkallad efter den kanadensiske fysikern T. Dean Gaily.